# Nueve de Julio (departement van San Juan)
Nueve de Julio is een departement in de Argentijnse provincie San Juan. Het departement (Spaans:  departamento) heeft een oppervlakte van 185 km² en telt 7.652 inwoners.

## Plaatsen in departement Nueve de Julio
- Alto de Sierra
- Alto de Sierra Este
- Colonia Fiorito
- Dibella
- José Dolores
- La Majadita
- Las Chacritas
- Rincón Cercado
- Tierra Adentro
- Villa Nueve de Julio